# Хосе Ернесто Ліал Санчес
Хосе Ерне́сто Ліа́л Са́нчес (28 липня 1945, Манагуа — 26 грудня 2005, Маямі) — нікарагуанський політик. Міністр закордонних справ Нікарагуа.

## Життєпис
За фахом інженер-будівельник, закінчив Центральноамериканський університет у Нікарагуа та Технологічний інститут Джорджії у США. У 1979 р. він підтримав революцію, яку очолила сандіністська партія, яка скинула президента-диктатора Анастасіо Сомозу Дебайла, після чого став заступником міністра промисловості, але в 1981 році відступив і став критиком сандіністського уряду.
У 1990 році він заснував Нікарагуанський демократичний рух (MDN) та підтримав обрання президентом Віолету Чаморро. З 1990 по 1992 рік — заступник міністра її уряду, а з 1992 по 1997 рік — міністром закордонних справ. Він виступав за зміцнення відносин із країнами Центральної Америки.
У 2002 році, коли Енріке Боланьос був обраний президентом, Ліал став одним з його радників, а в листопаді 2004 року став главою президентського офісу. У 2005 році він провів переговори уряду з лівими та правими партіями щодо конституційних змін, які можуть обмежити права, що виникають з посади президента Нікарагуа.
Страждаючи на пневмонію, у грудні 2005 року поїхав на лікування до США. Він безуспішно лікувався у лікарні Маунт-Сінай три тижні.
26 грудня 2005 року помер у місті Маямі у США.